# Scieur de long
Pour les articles homonymes, voir Scieur de long (coléoptère).
Le scieur de long est une personne dont le métier consiste à débiter avec une scie des troncs d'arbre dans leur longueur, c'est-à-dire dans le sens du fil.

## Description

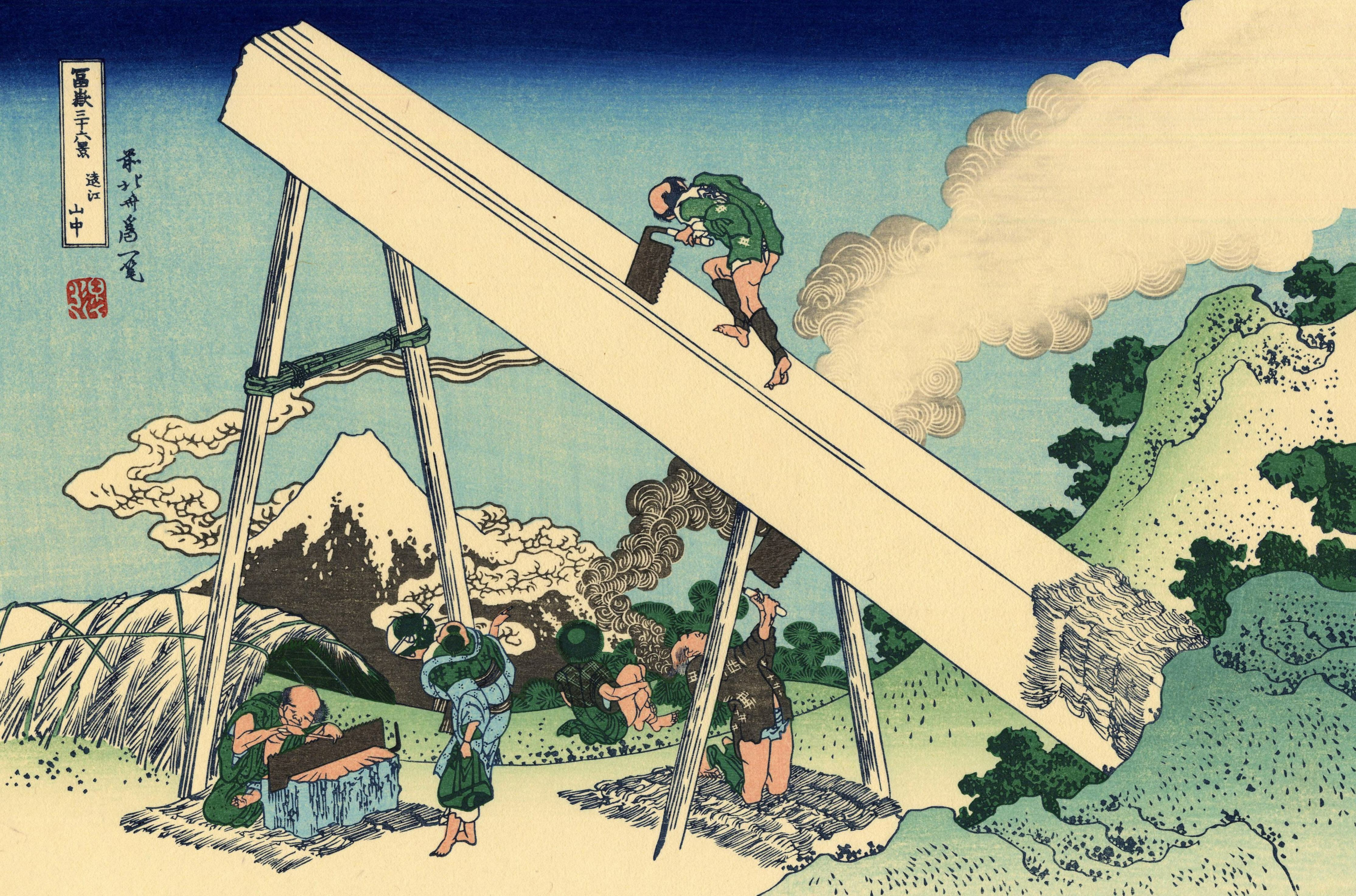
Scieurs de long japonais par Hokusai.

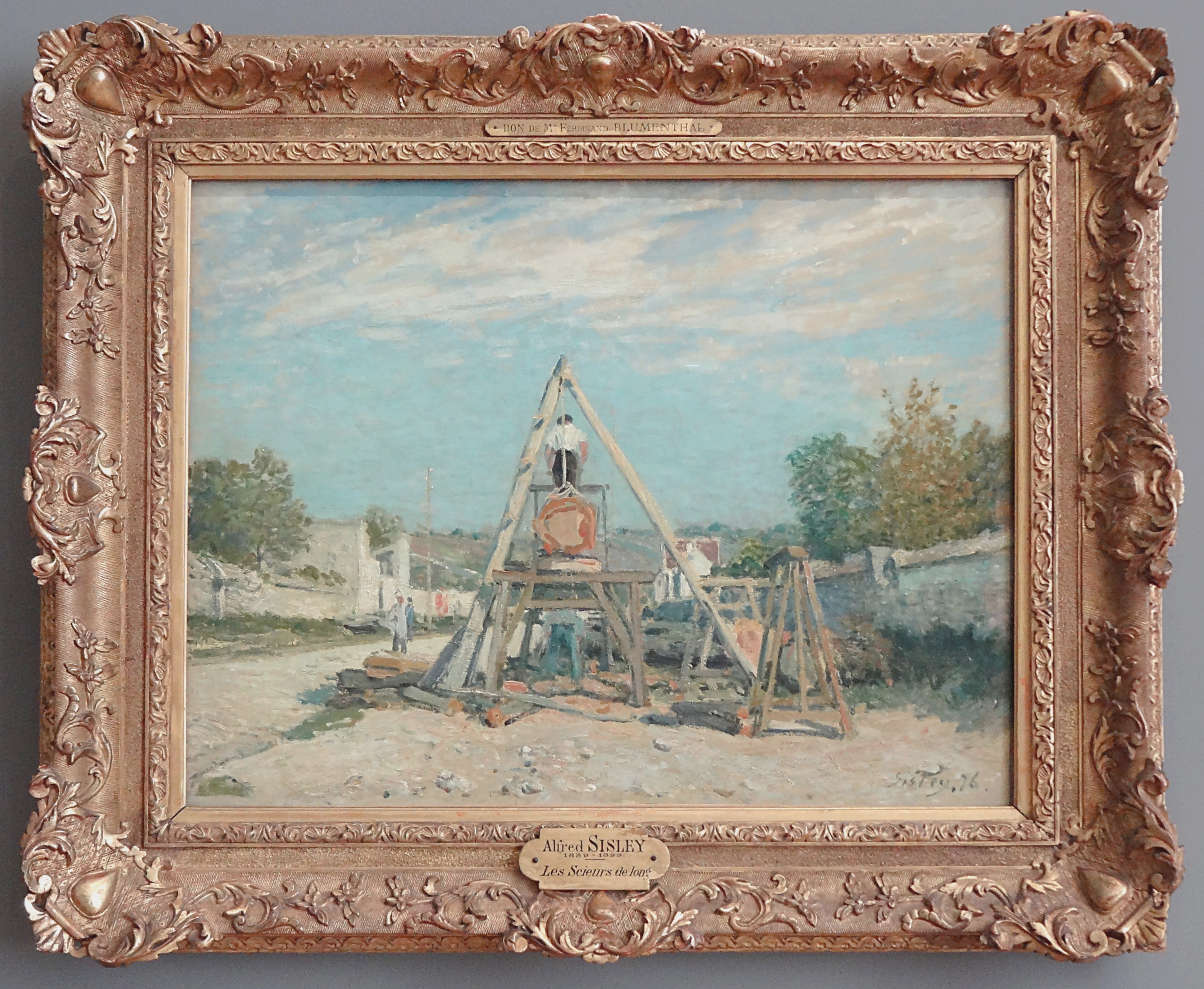
Les Scieurs de Long 1875 par Alfred Sisley.

Le terme générique de « scieur de long » recouvre plusieurs professions dont l'origine est millénaire, même si ce n'est que depuis le XVe siècle qu'ils sont reconnus comme une profession à part entière. Les scieurs de long sont chevriers ou renardiers (celui qui se trouve en haut de l'échafaudage se nomme « chevrier », celui qui est en dessous se nomme « renard », et il protège ses yeux de la sciure par un vieux sac ou un grand chapeau). Debout sur le rondin, ou plus souvent une pièce précédemment équarrie à la hache, le chevrier (ou écureuil ou singe) remonte la scie, qui descend ensuite de son propre poids, aidée par l'impulsion du renardier (ou renard ou patron) qui se situe sous le rondin. Une équipe peut ainsi réaliser un travail d'une grande efficacité.
Le métier a connu un développement spécialisé des scieurs de longs du Massif central, principalement au XIXe siècle et au début du XXe siècle (sources), les travailleurs étant souvent saisonniers et nomades.
Le sciage de long est aussi une tâche liée aux chantiers de charpente. De moins en moins pratiqué bien qu'existant de façon traditionnelle dans certains pays, il est souvent pratiqué en France lors de démonstrations, et par une minorité de charpentiers façonnant leur bois d'œuvre à la main. Les scieurs de long produisent ainsi tout le débit secondaire de charpente (chevrons, tournisses, planches...) et les plateaux de menuiserie.
Parmi les régions de France ayant tout spécialement fourni des scieurs de long figure en particulier le Livradois. Dans ce petit « pays » au climat continental, aux terres granitiques recouvertes parcimonieusement de quelques bourgeons de lave, la faiblesse des ressources agricoles dans les villages de moyenne montagne obligeait en effet les journaliers et les petits paysans, scieurs de long de profession, plus qu'en d'autres endroits, à chercher ailleurs des compléments, dans l’émigration. La rudesse du climat, la terre gelée pendant de longs mois les conduisaient à l’inactivité et encourageaient encore les départs.

## Le matériel

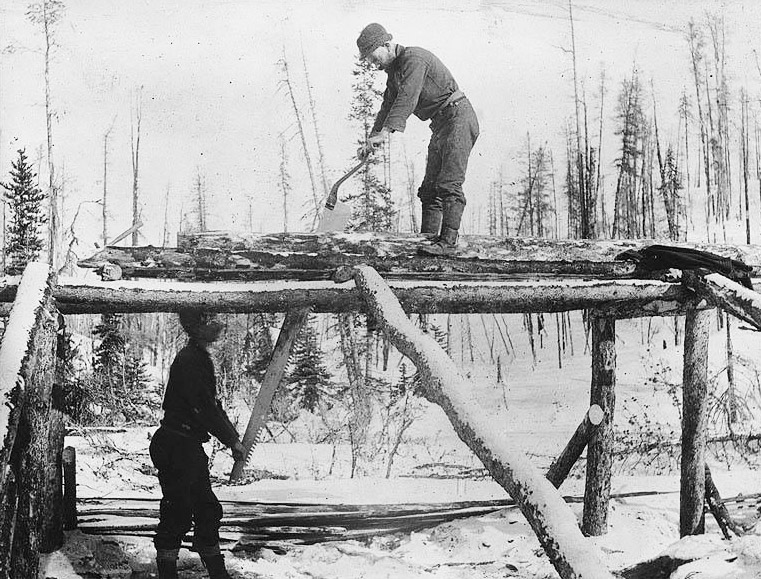
Scieurs de long en Colombie britannique à la fin du XIXe siècle.

À cadre ou à lame rigide suivant les époques et les lieux, les scies de long utilisent des dents rabot asymétriques qui ne travaillent que dans un sens. La lame est démontable pour être retirée du bois au milieu de la longueur lorsque le bois s'est resserré sur le trait de scie, ou que des coins maintiennent ce dernier ouvert. La denture nécessite un affûtage parfois savant, opéré à la lime. À noter qu'au Japon, le sciage s'effectue à une personne, parfois latéralement.
Plus laborieux que l'équarrissage à la hache ou à la cognée du bois d'œuvre, le sciage présente comme difficulté particulière la manutention des pièces de bois en hauteur, effectuée à l'aide d'une chèvre de sciage, ou bien d'une chèvre de levage et d'un tréteau de scieur. Parfois, une fosse était creusée sous les madriers ou grumes à scier. Quelle que soit la technique, le passage de la scie au niveau des appuis de la pièce sciée nécessite un déplacement de celle-ci, généralement en la faisant pivoter, verticalement ou horizontalement sur son support central, et en attaquant par l'autre bout. Cette technique crée, par rupture anticipée du reste de bois lorsque les deux traits de scie sont sur le point de se rejoindre, une marque de forme trapézoïdale, caractéristique, fréquemment rencontrée dans les charpentes anciennes.

## Anecdote
Le nom de « scieurs de long » a été donné aux premières locomotives de Marc Seguin mises en service entre 1829 et 1834 sur le chemin de fer de Saint-Étienne à Lyon ; le mouvement alternatif de haut en bas de la tige du piston des cylindres verticaux extérieurs faisait penser au mouvement des « scieurs de long ».